# Carsten Niemitz
Carsten Niemitz (* 29 septembre 1945 à Dessau) est un anatomiste allemand, comportementaliste, écologiste, humaniste et biologiste de l'évolution.

## Biographie
Niemitz étudie la Biologie, les mathématiques, les Médecine et l'Histoire de l'art aux universités de Giessen, Fribourg, Göttingen et à l'Université libre de Berlin. En 1970, il obtient son diplôme de biologiste. De 1968 à 1971, il travaille à l'Institut Max-Planck pour la recherche sur le cerveau de Francfort. De 1971 à 1973, il passe du temps dans la forêt vierge de Sarawak sur Bornéo. A son retour en Allemagne, il obtient un doctorat en biologie en 1974. En 1975, il est autorisé à enseigner l'anatomie et est assistant à l'Institut d'anatomie de l'Université de Göttingen jusqu'en 1978. À l'âge de 32 ans, il est nommé professeur de biologie humaine à la Freie Universität Berlin, poste qu'il occupe en tant que directeur de l'institut jusqu'à son départ à la retraite en 2010.
En 1987, Niemitz devient conseiller de l'UICN en intégrant la Species Survival Commission. En 1993, il est également nommé professeur de zoologie à l'Université d'Essen et est professeur invité de zoologie spéciale et de biologie de l'évolution à l'Université de Potsdam. Il est membre fondateur du Centre interdisciplinaire d'anthropologie historique à l'Université libre de Berlin. Lors d'un voyage de recherche en 1991 à Sulawesi, il a découvert l'espèce de primates Tarsius dianae. En 1996, il présente à la société d'anthropologie une initiative visant à renoncer à l'utilisation du terme race, qui est ensuite officiellement adoptée par la société. En 2000, il obtient la deuxième place lors de la remise du prix Communicator de la science allemande par la DFG et la Studienstiftung der Deutschen Wissenschaft.

## Affiliations
Niemitz est membre de nombreuses sociétés spécialisées. Il est vice-président à partir de 1992, président de la Société d'anthropologie de 1994 à 1998 et président de la Société berlinoise d'anthropologie, d'ethnologie et de préhistoire de 2008 à 2010. (BGAEU). Entre 1992 et 2014, il est vice-président de la Urania communauté culturelle à Berlin, un centre d'échange entre la science et le public. Il organise avec Nils Seethaler et Benjamin P. Lange la 11e réunion annuelle de la MVE à Berlin en 2010,. Il est depuis 2013 le parrain de l'association de promotion de la Julius-Riemer collection au Musée des collections municipales de l'arsenal à Lutherstadt Wittenberg.

## Noms de dédicace
En 2019, l'espèce Koboldmakis Tarsius niemitzi des îles Togian est nommée d'après Carsten Niemitz.

## Sélection d'œuvres
- Zur Biometrie der Gattung Tarsius Storr, 1780 (Tarsiiformes, Tarsiidae). Eine funktionsmorphologische Studie als Beitrag zur Systematik und Phylogenie der Koboldmakis unter Verwendung elektronischer Rechenmittel mit dem Versuch einer Synopse morphologischer und ethologischer Ergebnisse. Dissertation Gießen 1974.
- Zur Funktionsmorphologie und Biometrie der Gattung Tarsius Storr, 1780 (Mammalia, Primates, Tarsiidae). Herleitung von Evolutionsmechanismen bei einem Primaten. (= Courier Forschungsinstitut Senckenberg. 25). 1977, (de) « Publications de et sur Carsten Niemitz », dans le catalogue en ligne de la Bibliothèque nationale allemande (DNB)..
- Erbe und Umwelt. Zur Natur von Anlage und Selbstbestimmung des Menschen. Verlag Suhrkamp, Frankfurt am Main 1987,  (ISBN 3-518-28246-8).
- Das Regenwaldbuch. Verlag Parey, Berlin/ Hamburg 1990,  (ISBN 3-489-53434-4).
- The evolution of the upright posture and gait - a review and new synthesis. In: Naturwissenschaften. Nr. 3, 2010, S. 241–263. doi:10.1007/s00114-009-0637-3
- mit Sigrun Niemitz: Genforschung und Gentechnik. Ängste und Hoffnungen. Springer Verlag, Berlin 1999.
- Das Geheimnis des aufrechten Gangs. Unsere Evolution verlief anders. C.H. Beck, München 2004,  (ISBN 3-406-51606-8).
- Brennpunkte und Perspektiven der aktuellen Anthropologie = Focuses and perspectives of modern physical anthropology. Verlag Leidorf, 2006,  (ISBN 3-86757-141-4).
- mit K. Kreutz und H. Walther: Wider den Rassenbegriff in der Anwendung auf den Menschen. In: Anthropologischer Anzeiger. Nr. 4, 2006, S. 463–464.
- Die Menschheit retten? Packen wir's an! Oekom Verlag, München 2019.  (ISBN 978-3-96238-165-3)